# ヘルマン4世 (シュヴァーベン大公)
ヘルマン4世（ドイツ語：Hermann IV., 1015年ごろ - 1038年7月）は、シュヴァーベン大公（在位：1030年 - 1038年）。

## 生涯
ヘルマン4世はシュヴァーベン大公エルンスト1世とギーゼラ・フォン・シュヴァーベンの次男である。
1030年に兄エルンスト2世が死去した後、ヘルマン4世はシュヴァーベン大公位を継承したが、この時はまだ未成年であった。
7年後の1037年1月、義父コンラート2世（母の再婚相手）は、ヘルマン4世をトリノ女侯アデライデと結婚させ、ヘルマンはトリノ侯となった。翌1038年7月、コンラート2世の南イタリア遠征に従っている時に、ヘルマンは伝染病にかかりナポリ近くで死去した。コンラート2世は自身の息子ハインリヒにシュヴァーベン公領を与え、アデライデはモンフェッラート侯エンリコと再婚した。
夏にヘルマン4世の遺体をドイツへ運ぶのは不可能であったため、ヘルマンは1038年7月28日にトレント大聖堂に埋葬された。
後世のオーストリアの文献のために、ヘルマン4世に子供がいたとされることがあるが、これは誤りである。ヘルマン4世はアデライデとの短い結婚期間の大半を遠征で過ごしており、子女なく没した。